# Heijen
Heijen est un village situé dans la commune néerlandaise de Gennep, dans la province du Limbourg. Le 1er janvier 2009, le village comptait 2 071 habitants.